# Donacia clavipes
Donacia clavipes là một loài bọ cánh cứng trong họ Chrysomelidae. Loài này được Fabricius miêu tả khoa học năm 1793.

## Hình ảnh

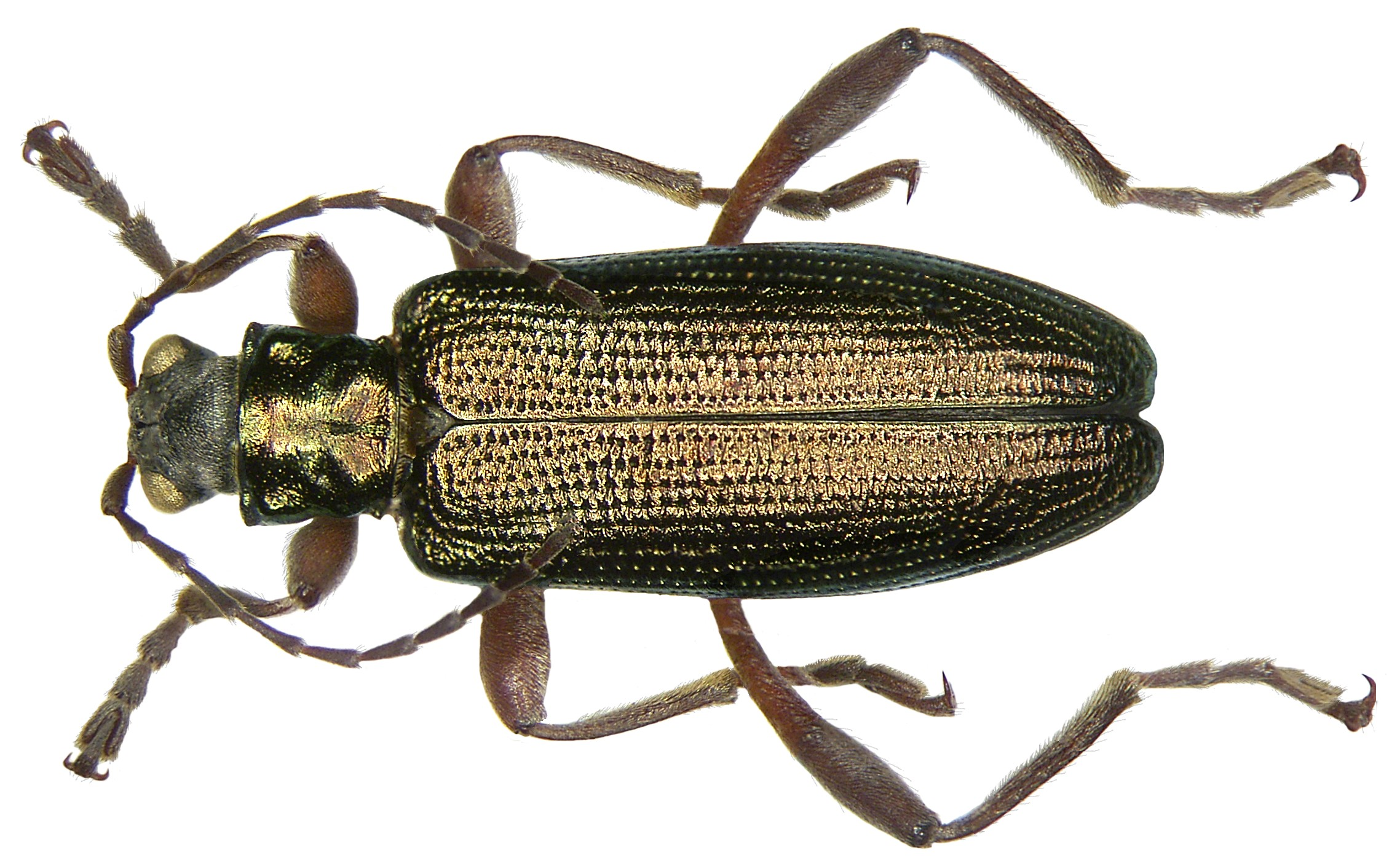
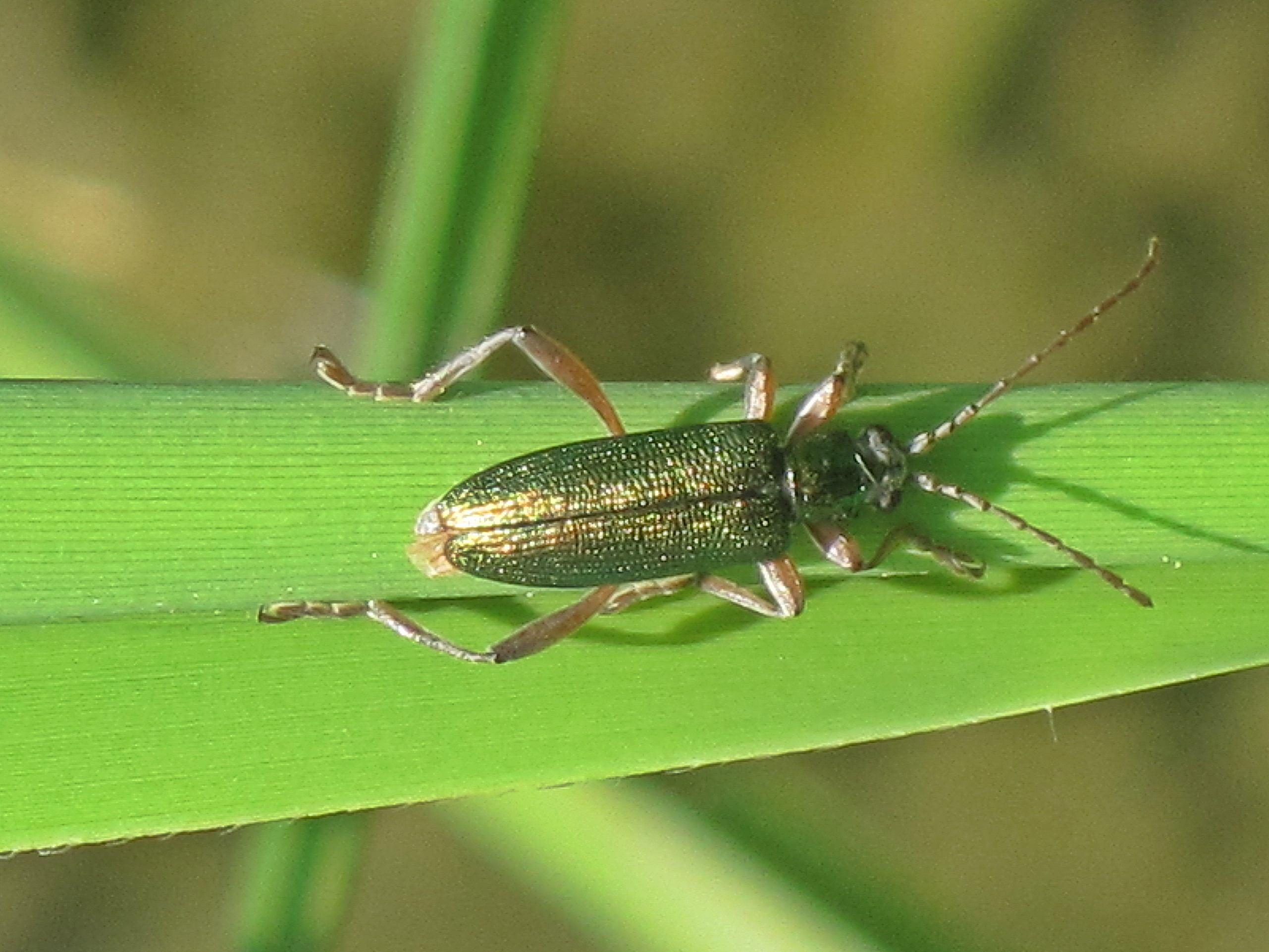
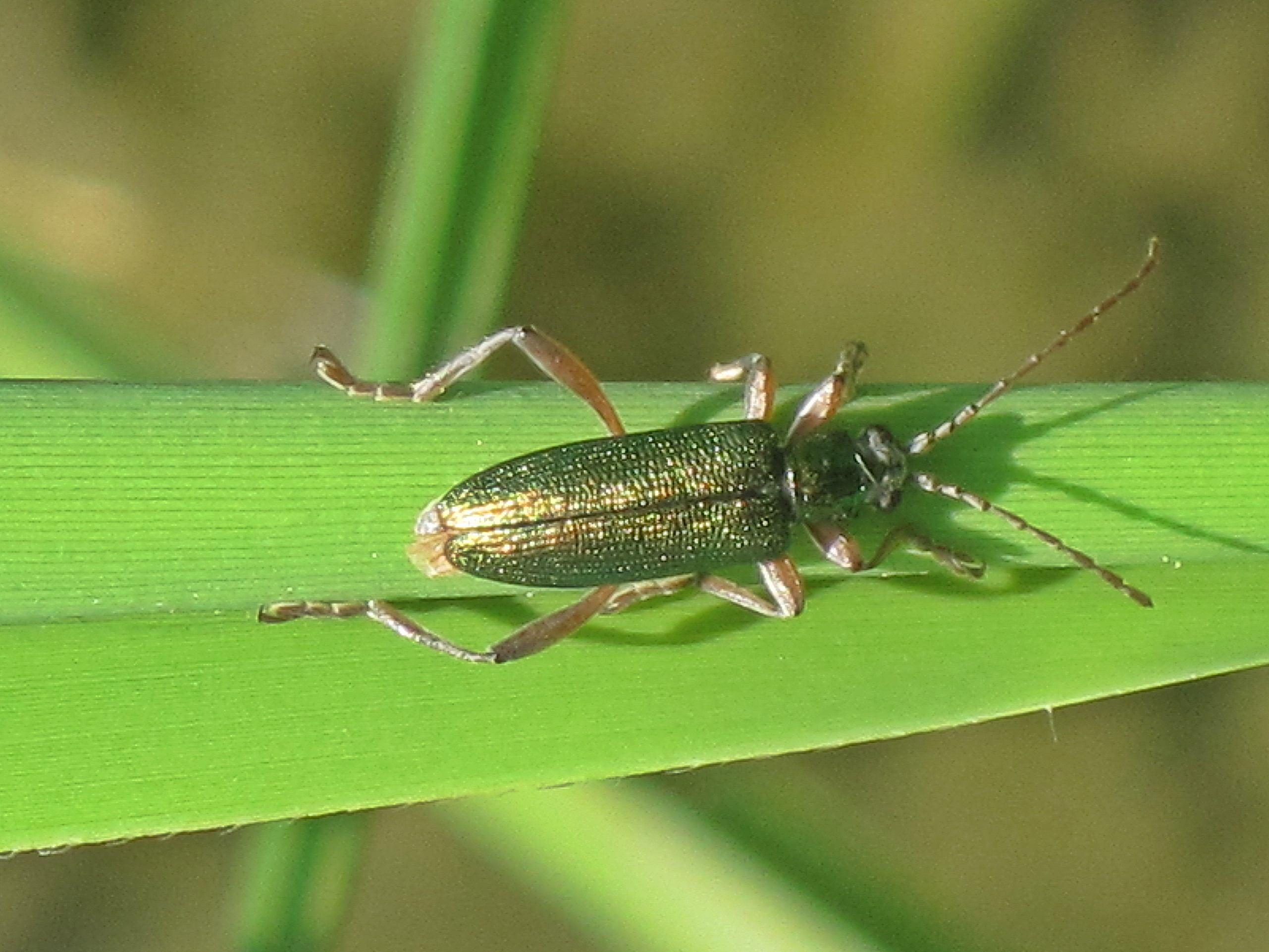
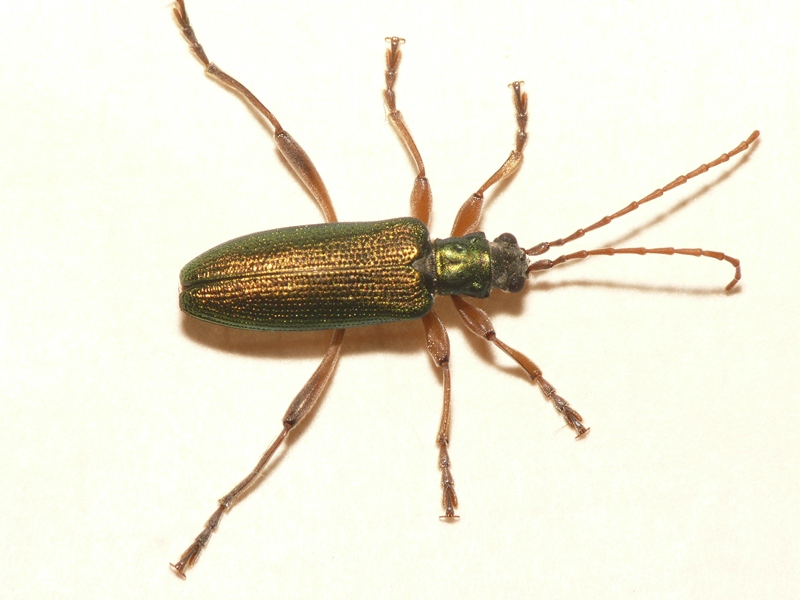